# Kim Moelands
Kim Moelands (Goirle, 3 oktober 1975 – Epe, 23 februari 2024) was een Nederlands schrijver, recensent en journalist.

## Biografie
Al op jonge leeftijd werd bij haar de diagnose taaislijmziekte gesteld. De ziekte hinderde haar vroege jeugd nog niet, maar in haar tienerjaren, op het Voorbereidend wetenschappelijk onderwijs (vwo), volgden diverse ziekenhuisopnamen. Ze maakte daardoor het vwo niet af, maar eindigde op achttien jaar met Hoger algemeen voortgezet onderwijs (havo, 5 jaar). Ze trok naar Utrecht waar ze aan de Hogeschool Utrecht communicatiewetenschappen ging studeren. Na het behalen van het diploma zorgde diezelfde ziekte ervoor dat een betaalde baan er niet in zat; ze werd vrijwilligster bij de genoemde hogeschool, alwaar ze een personeelsblad optuigde.
Moelands schreef voor onder meer crimezone.nl, waar ze ook hoofdredactrice werd totdat ook hier de ziekte roet in het eten strooide. Vanaf 2007 werkte ze op de redactie van LINDA., maar dit bleek maar mogelijk voor één jaar. Lezen ging haar nog steeds goed af, daarom plaatste ze recensies op websites over het Spannende boek en zat in jury’s bij de Gouden Strop. In 2007 volgde haar autobiografie Ademloos.
In afwachting van een dubbele longtransplantatie werkte ze aan de thriller Weerloos. Ademloos kreeg in 2010 een vervolg in Grenzeloos, een beschrijving van de tijd voor en het leven na de operatie. In 2012 verscheen ziekenhuisthriller Verdieping X, in 2015 De vrouw in de spiegel, dat haar een Hebban Award opleverde. In 2017 was ze gaste in het televisieprogramma De wandeling (presentatie Sander de Kramer of Joris Linssen), een gesprek over donorschap; ze was voorstander van de nieuwe donorwet. In 2021 bracht ze Schaduwleven (over het leven met een narcist) uit. Samen met Sander Verheijen schreef ze Crimezone (Ambo/Anthos, 2005) en Crimezone 2006 (Unieboek, 2006).
Een combinatie van taaislijmziekte en de coronapandemie veroorzaakte verdere achteruitgang. 
Moelands trouwde tweemaal. Ze overleed op 48-jarige leeftijd en werd gecremeerd.
- Digitale Bibliotheek voor de Nederlandse Letteren: moel012
- International Standard Name Identifier: 0000 0003 6886 801X
- Library of Congress Control Number: no2016115076
- Nederlandse Thesaurus van Auteursnamen: 277312906
- Virtual International Authority File: 280630565